# Talar ligi imperialnej
Talar ligi imperialnej – talar bity od XVI do XVIII wieku zgodnie z obowiązującą w Rzeszy Niemieckiej stopą menniczą.